# Gustavus Adolphus College
Gustavus Adolphus College, ursprungligen svenskamerikanskt och evangelisk-lutherskt college, numera beläget i St. Peter i Nicollet County, Minnesota och uppkallat efter svenske kungen Gustav II Adolf.
Dess upprinnelse var en "kristlig folkhögskola", som 1862 genom beslut av Minnesotakonferensens av Augustanasynoden upprättades av svenske immigranten pastor Eric Norelius i Red Wing, Minnesota för att tillgodose behovet av lärare i engelska och svenska språken inom församlingarna. Denna skola, som efter hand utvecklades beträffande kurserna, kallades en tid Minnesota Elementar Schola. År 1863 flyttades den till Carver och 1865 fick den namnet St. Ansgar's Academy. Under Carver-perioden var medelantalet elever 54. När skolan 1876 flyttades till St Peter, Minnesota, ändrades namnet till det nuvarande, på samma gång som kurserna ökades. År 1885 blev skolan "college". Med detta förenades handels- och musikskola (sedan 1887) och normalskola (sedan 1893). Studentantalet på alla avdelningar uppgick 1906 till 370. Lärarkåren var samma år 32 personer.
Idag är skolan ett fristående college, en privat internatskola, finansierad med avgifter och donationer. Bland styrelseledamöterna finns Åke Bonnier (2010). Universitetsbiblioteket är namngivet efter Folke Bernadotte.

## Kända studenter
- Carl Edvard Johansson, måttsatsens uppfinnare
- Peter Krause, skådespelare, "Nate Fisher" i Six Feet Under
- Amandus Johnson, historiker och initiativtagare till American Swedish Historical Museum
- Lars Löfgren, Dramatenchef 1985–1997